# 腊戍镇区
腊戍镇区是缅甸掸邦腊戍县下辖的一个镇区，治所位于腊戍。